# Slaget om Henderson Field
9°25′44″S 160°3′7″Ø / 9.42889°S 160.05194°Ø
Slaget om Henderson Field fandt sted mellem den 23. og 26. oktober 1942 på og omkring Guadalcanal i Salomonøerne. Slaget blev udkæmpet til lands, til vands og i luften under Stillehavskrigen i 2. verdenskrig og blev udkæmpet af Kejserriget Japans hær og flåde mod de Vestallierede fortrinsvis bestående af styrker fra United States Marine Corps og U.S. Army. Slaget var det tredje af de tre store landoffensiver, som japanerne gennemførte under slaget om Guadalcanal.
Under slaget slog styrker fra den amerikanske hær og det amerikanske marinekorps under generalmajor Alexander Vandegrift et angreb fra den 17. japanske armé under generalløjtnant Harukichi Hyakutake tilbage. De amerikanske styrker forsvarede Lungastillingen, som dækkede Henderson Field på Guadalcanal, som amerikanerne havde erobret fra japanerne efter landgangen på Guadalcanal den 7. august 1942. Hyakutakes styrke blev sendt til Guadalcanal som reaktion på den allierede landgang og havde til opgave at generobre flyvepladsen og fordrive de allierede styrker fra øen.
Hyakutakes soldater gennemførte talrige angreb i løbet af de tre dage mod forskellige punkter i Lungastillingen, men de blev alle slået tilbage med store japanske tab til følge. Samtidig forsvarede allierede fly, som opererede fra Henderson Field, med held amerikanske stillinger på Guadalcanal mod angreb fra japanske fly og flådestyrker.
Slaget var den sidste betydningsfulde offensiv på landjorden, som blev udført af de japanske styrker på Guadalcanal. Efter et forsøg på at landsætte yderligere forstærkninger slog fejl under Søslaget ved Guadalcanal i november 1942, gav japanerne op og evakuerede mange af de resterende styrker frem til den første uge af februar 1943.

## Baggrund

### Slaget om Guadalcanal
Den 7. august 1942 landsattes der allierede tropper – fortrinsvis amerikanske – på Guadalcanal, Tulagi og Floridaøerne i Salomonøerne. Landsætningerne havde til formål at berøve japanerne øerne som baser, der kunne true forsyningsruterne mellem USA og Australien samt at sikre sig øerne som udgangspunkt for et felttog med det formål at isolere den japanske hovedbase ved Rabaul. Samtidig kunne man herigennem støtte de allieredes felttog på Ny Guinea. Landsætningerne blev starten på det seks måneder lange slag om Guadalcanal.
Japanerne blev overrasket af landgangen, og om aftenen den 8. august havde de 11.000 allierede tropper under kommando af generalmajor Alexander Vandegrift sikret sig Tulagi og de omkringliggende småøer foruden en flyveplads, som var ved at blive bygget ved Lunga Point på Guadalcanal. Flyvepladsen blev senere døbt "Henderson Field" af de allierede styrker. De allierede fly, som senere kom til at operere fra flyvepladsen, blev kendt som "Cactus Air Force" (CAF) efter det allierede kodenavn for Guadalcanal. For at beskytte flyvepladsen etablerede det amerikanske marinekorps en forsvarsring omkring Lunga Point.
Som svar på den allierede landgang på Guadalcanal overdrog den japanske overkommando opgaven med at generobre Guadalcanal fra de allierede til 17. armé, der var på størrelse med et armekorps, og som havde base ved Rabaul under kommando af generalløjtnant Harukichi Hyakutake. Den 19. august begyndte forskellige enheder fra 17. armé at ankomme til Guadalcanal med den opgave at fordrive de allierede styrker fra øen.
På grund af truslen fra de allierede fly med base på Henderson Field var japanerne ikke i stand til at bruge store, langsomme transportskibe ved transporten af tropper og forsyninger til øen. I stedet brugte japanerne krigsskibe, som havde base i Rabaul og Shortlandøerne til at overføre styrkerne til Guadalcanal. De japanske krigsskibe, fortrinsvis lette krydsere og destroyere fra den 8. flåde under kommando af viceadmiral Gunichi Mikawa, kunne ikke sejle både frem og tilbage gennem "revnen" til Guadalcanal på en enkelt nat, hvilket ville have mindsket risikoen for angreb fra Cactus Air Force. Transport af tropper på denne måde gjorde det umuligt at medtage hovedparten af troppernes tunge udstyr og forsyninger, såsom tungt artilleri, køretøjer samt forsyninger og ammunition. Disse hurtige transporter på krigsskibe til Guadalcanal fortsatte under hele felttoget og blev senere kaldt "Tokyo Express" af de allierede styrker og "rottetransport" af japanerne.
Det første japanske forsøg på at generobre Henderson Field slog fejl, da en styrke på 917 mand blev besejret den 21. august i slaget ved Tenaru. Det næste forsøg fandt sted mellem den 12. og 14. september med 6.000 soldater under kommando af generalmajor Kiyotake Kawaguchi, der blev besejret i slaget ved Edson's Ridge. Efter deres nederlag på Edson's Ridge opgrupperede Kawaguchi og de resterende japanske tropper sig vest for Matanikaufloden på Guadalcanal.
Hyakutake begyndte straks at forberede et nyt forsøg på at generobre Henderson Field. Den japanske flåde lovede at støtte Hyakutakes næste offensiv ved at levere de nødvendige tropper, udstyr og forsyninger til øen og ved at optrappe luftangrebene mod Henderson Field samt ved at sende krigsskibe ind og bombardere flyvepladsen.
Mens japanerne omgrupperede sig, koncentrerede de amerikanske styrker sig om at forstærke deres forsvar ved Lunga. Den 18. september landsatte en allierede konvoj 4.157 mand fra det 7. marineregiment på Guadalcanal. Dette regiment havde tidligere været en del af 3. provisoriske marinebrigade og var netop ankommet fra garnisonstjeneste på Samoa. Disse forstærkninger tillod fra 19. september Vandegrift at etablere en ubrudt linje af stillinger langs Lundaperimeteren.
General Vandegrift og hans stab var klar over, at Kawaguchis tropper havde trukket sig tilbage til området vest for Matanikaufloden, og at talrige grupper af omstrejfende japanske tropper var spredt ud over området mellem Lungastillingen og Matanikaufloden. Vandegrift besluttede derfor at gennemføre en række operationer med mindre enheder omkring Matanikaudalen.
Marinekorpsets første operation mod de japanske styrker vest for Matanikaufloden blev gennemført i perioden mellem 23. og 27. september 1942. Den blev udført af dele af tre bataljoner, men blev slået tilbage af tropper under oberst Akinosuke Okas kommando. Ved den anden operation mellem den 6. og 9. oktober lykkedes det en større styrke amerikanske marinere at krydse Matanikaufloden, angribe nyligt landsatte japanske styrker fra 2. Sendai infanteridivision under kommando af generalerne Masao Maruyama og Yumio Nasu og tilføje svære tab til det japanske 4. infanteriregiment. Denne anden operation tvang japanerne til at trække sig tilbage fra deres stillinger øst for Matanikaufloden.
I mellemtiden overbeviste generalmajor Millard F. Harmon, lederen af den amerikanske hærs styrke i det sydlige stillehavsområde viceadmiral Robert L. Ghormley, lederen af de allierede styrker i Stillehavet, om, at de amerikanske marinetropper på Guadalcanal straks måtte have forstærkninger, hvis de allierede med held skulle forsvare øen under den næste japanske offensiv. Den 13. oktober landsatte en flådekonvoj derfor det 2.837 mand stærke 164. infanteriregiment, en enhed fra nationalgarden i North Dakota, der tilhørte hærens Americal Division, og som var under kommando af oberst Robert Hall på Guadalcanal.
Mikawas skibe fortsatte deres natlige leverancer af tropper og materiel til Guadalcanal. Mellem 1. og 17. oktober landsatte japanske konvojer 15.000 japanske tropper, som udgjorde resten af 2. infanteridivision og et regiment af 38. infanteridivision foruden artilleri, kampvogne, ammunition og forsyninger til Guadalcanal. General Hyakutake landede selv på øen den 9. oktober for at lede de japanske styrker under den planlagte offensiv. Mikawa sendte også flere gange tunge krydsere ind for at bombardere Henderson Field. Om natten den 11. oktober blev nogle af disse tunge krydsere opdaget af amerikanske flådestyrker og besejret i slaget ved Kap Esperance.
For at beskytte en vigtig forsyningskonvoj til Guadalcanal bestående af 6 langsomme fragtskibe sendte chefen for den japanske flåde Isoroku Yamamoto den 13. oktober en flådestyrke fra Truk under kommando af viceadmiral Takeo Kurita af sted for at bombardere Henderson Field. Kuritas bestod af slagskibene Kongō og Haruna, som blev eskorteret af en let krydser og 9 destroyere, og de ankom til Guadalcanal uden at være blevet opdaget. De åbnede ild mod Henderson Field kl. 01.33 den 14. oktober. I løbet af de næste 83 minutter afskød de 974 14" granater ind i Lungaområdet, og de fleste af dem faldt på og omkring den 2.200 m² store flyveplads. Bombardementet beskadigede flyvepladsens to landingsbaner alvorligt, næsten al flybenzin blev brændt af, 48 af 90 fly blev ødelagt og 41 mand blev dræbt, heriblandt 6 flybesætninger.
Trods de store skader kunne personellet på Henderson gøre en af landingsbanerne operationsklar i løbet af nogle få timer. I løbet af de følgende uger genskabte Cactus Air Force sin styrke i takt med at allierede styrker leverede nye fly, brændstof og jordpersonale til Guadalcanal. Amerikanerne havde observeret de japanske leverancer af tropper og forsyninger og forventede en snarlig japansk offensiv, men de var ikke sikre på, hvor og hvornår den ville komme.

### Troppebevægelser
Da de havde mistet deres stillinger øst for Matanikaufloden, besluttede japanerne, at det ville blive alt for vanskeligt at angribe de amerikanske stillinger ved kysten. Efter hans stabsofficerer havde observeret de amerikanske stillinger omkring Lunga Point, besluttede Hyakutake, at tyngden i det planlagte angreb skulle lægges på Henderson Field sydfra. Hans 2. division, som var blevet forstærket med et regiment fra 38. division, under ledelse af generalløjtnant Masao Maruyama og med en styrke på 7.000 soldater fordelt på tre infanteriregimenter med hver 3 bataljoner, fik ordre til at marchere gennem junglen og angribe de amerikanske stillinger sydfra nær den østlige bred af Lungafloden. 2. division blev delt op i tre dele: den venstre fløj under generalmajor Yumio Nasu bestod af 29. infanteriregiment. Den højre fløj under generalmajor Kiyotake Kawaguchi bestod af 230. infanteriregiment fra 38. division og divisionsreserve i form af 16. infanteriregiment var under kommando af Maruyama. Angrebsdatoen blev sat til den 22. oktober. For at aflede amerikanernes opmærksomhed fra det planlagte angreb sydfra, skulle Hyakutakes tunge artilleri og fem bataljoner infanteri (omkring 2.900 mand) under generalmajor Tadashi Sumiyoshi angribe de amerikanske stillinger vestfra langs korridoren ved kysten. Japanerne vurderede, at der var 10.000 amerikanske tropper på øen, men rent faktisk var der omkring 23.000.
På dette tidspunkt blev Lungastillingen forsvaret af fire amerikanske regimenter med 13 infanteribataljoner. Det 164. infanteriregiment dækkede den østligste sektor. Herfra og syd og vestpå over Edson's Ridge til Lungafloden lå 7. marineregiment. Området vest for Lunga til kysten blev forsvaret af 1. og 5. marineregiment. Mundingen af Matanikaufloden blev forsvaret af to bataljoner under kommando af oberstløjtnant William J. McKelvy: 3. bataljon af 1. marineregiment og 3. bataljon af 7. marineregiment. McKelvys styrke var adskilt fra Lungastillingen af et hul, som blev dækket af patruljer.

## Slaget

### Optakt
Den 12. oktober begyndte et kompagni japanske ingeniørsoldater at rydde en sti, kaldet "Maruyamavejen", fra Matanikaufloden mod den sydlige del af den amerikanske stilling ved Lunga. Stien var ca. 25 km lang og passerede noget af det vanskeligste terræn på Guadalcanal, herunder flere floder og vandløb, dybe mudrede slugter og tæt jungle. Mellem 16. og 18. oktober begyndte 2. division sin march ad Maruyamavejen anført af Nasus enhed og herefter med Kawaguchi og Maruyamas enheder. Alle soldater havde fået ordre til at medbringe en artillerigranat foruden sin riffel og oppakning.
Tidligt om morgenen den 20. oktober nåede Maruyama frem til Lungafloden. Han troede, at hans enheder var omkring 6,5 km syd for flyvepladsen og gav ordre til højre og venstre fløj om at rykke frem ved siden af hinanden parallelt med Lunga nordpå mod de amerikanske linjer og fastsatte tidspunktet for angrebet til kl. 18 den 22. oktober. Maruyama tog imidlertid fejl. Han og hans tropper var rent faktisk 13 km syd for flyvepladsen. Om aftenen den 21. oktober stod det klart for Maruyama, at hans enheder ikke ville blive klar til at angribe den følgende dag, så han udskød angrebet til den 23. oktober og satte sine mænd på halve rationer for at strække deres svindende forsyninger. Ved aftenstid den 22. oktober var en stor del af 2. division fortsat spredt langs Murayamavejen, men Maruyama afviste enhver udskydelse af angrebet.
I mellemtiden forberedte Sumiyoshi sig på at angribe amerikanerne vestfra. Den 18. oktober begyndte han at beskyde Henderson Field med 15 150mm haubitser. Resterne af 4. infanteriregiment under oberst Nomasu Nakaguma begyndte åbenlyst at samles ved Point Cruz (ved kysten lige vest for Matanikaufloden). Den 19. oktober førte oberst Akinosuka Oka de 1.200 mand fra sit 124. infanteriregiment ind i land over Matanikau og begyndte at trænge op langs den østlige bred mod det højtliggende terræn øst for floden.
Den 23. oktober kæmpede Maruyamas styrker sig gennem junglen for at nå frem til de amerikanske linjer. Kawaguchi begyndte på eget initiativ at flytte højre fløj længere mod øst, da han troede, at det amerikanske forsvar var svagere i det område. Gennem en af sine stabsofficerer gav Maruyama Kawaguchi ordre til at holde fast i den oprindelige angrebsplan. Da han nægtede, blev han fjernet fra sin kommando og udskiftet med oberst Toshinari Shoji, lederen af 230. infanteriregiment. Da han om aftenen erfarede, at både højre og venstre fløj fortsat kæmpede for at nå frem til de amerikanske stillinger, udskød Hyakutake angrebet til kl. 19. den 24. oktober. Amerikanerne var fortsat ikke klar over at Maruyamas styrker var i anmarch.
På denne dag sendte den 11. japanske luftflåde med base i Rabaul under kommando af Jinichi Kusaka 16 Mitsubishi G4M2 "Betty"-bombefly og 28 A6M2 Zero jagere af sted for at angribe Henderson Field. 24 F4F-4 Wildcats og 4 P-400 Airacobraer fra Cactus Air Force lettede for at møde dem, hvilket førte til et stort luftslag. Det så for allierede observatører ud til, at japanerne mistede adskillige fly i dagens løb, men det faktiske tab kendes ikke. Cactus Air Force mistede en Wildcat på grund af skader i kamp, men piloten slap uskadt.

### Nakagumas angreb ved Matanikau
Sumiyoshi fik besked fra Hyakutakes stab om udskydelsen af offensiven til den 24. oktober, men kunne ikke få kontakt med Nakaguma og informere ham om forsinkelsen. I skumringen den 23. oktober angreb 2 bataljoner af Nakagumas 4. infanteriregiment med støtte fra 9 kampvogne fra 1. uafhængige kampvognskompagni det amerikanske marinekorps stillinger ved mundingen af Matanikau.
Nakagumas kampvogne angreb parvis over sandbankerne ved mundingen af Matanikau bag en spærreild af artillerigranater. Marinesoldaternes 37 mm panserværnskanoner og artilleri ødelagde hurtigt alle 9 kampvogne. Samtidig afskød 4 bataljoner af marinekorpsets artilleri omkring 6.000 granater ind i området mellem Point Cruz og Matanikau, hvilket afstedkom store tab i Nakagumas infanteribataljoner, mens de forsøgte at nærme sig marinekorpsets linjer. Nakagumas angreb sluttede kl. 1.15 den 24. oktober efter kun at have forårsaget små tab blandt marinesoldaterne og uden at have erobret noget terræn.
Til dels som reaktion på Nakagumas angreb blev 2. bataljon af 7. marineregiment under oberstløjtnant Herman H. Hanneken den 24. oktober overført til Matanikau. Efter man havde set Okas styrker under anmarch sydfra mod marinekorpsets stillinger ved Matanikau blev Hannekens bataljon placeret på en sydvendt højderyg, som udgjorde en naturlig forlængelse ind i land af marinekorpsets hesteskoformede stilling ved Matanikau. Der var dog stadig et hul mellem Hannekens venstre (østlige) flanke og hovedstillingen.

### Maruyamas første angreb mod stillingen
Efter flytningen af Hannekens bataljon var de 700 tropper i 1. bataljon af 7. arineregiment under oberstløjtnant Chesty Puller de eneste, der var tilbage til at forsvare den 2,2 km lange front på sydsiden af Lungastillingen øst for Lungafloden. Sent den 24. oktober opdagede patrujler, at Maruyamas styrke var på vej, men nu var det for sent for Marinekorpset at flytte rundt på tropperne.
Kl. 14 den 24. oktober begyndte Maruyamas højre og venstre fløj at gå i stilling til angrebet. Maruyamas tropper havde meget lidt støtte i form af artilleri og morterer efter at have efterladt de fleste af deres tunge kanoner langs Maruyamavejen. Mellem kl. 16 og 21 regnede det kraftigt, hvilket forsinkede den japanske anmarch og førte til "kaos" i de japanske enheder, som allerede var udmattede efter den lange march gennem junglen. Shojis styrke på højre fløj svingede uheldigvis rundt, så de bevægede sig langs med marinekorpsets linje, og det lykkedes kun en bataljon at få kontakt med amerikanerne. Shōjis 1. bataljon fra 230. infanteriregiment snublede over Pullers linje omkring kl. 22 og blev drevet tilbage af Pullers tropper. Af ukendte årsager rapporterede Maruyamas stab på dette tidspunkt til Hyakutake, at Shōjis mænd havde løbet Henderson Field over ende. Kl. 0.50 den 25. oktober signalerede Hyakutake til Rabaul, at "lidt før kl. 23 erobrede højre fløj flyvepladsen".
Omkring dette tidspunkt begyndte Nasus bataljoner på venstre fløj endelig at nå frem til marinekorpsets stillinger. Kl. 0.30 den 25. oktober fandt og angreb 11. kompagni af 3. bataljon under kaptajn Jiro Katsumata A-kompagniet fra Pullers bataljon. Katsumatas angreb blev generet af masser af pigtråd foran marinekorpsets linje, og det blev derefter udsat for kraftig amerikansk beskydning fra maskingeværer, morterer og artilleri. Kl. 1.00 havde beskydningen fra marinekorpset dræbt det meste af Katsumatas kompagni.
Længere mod vest angreb 9. kompagni fra Nasus 3. bataljon lige ind i Pullers C-kompagni kl. 1.15. I løbet af 5 minutter havde en maskingeværsektion under ledelse af sergent John Basilone dræbt næsten alle i 9. kompagni. Kl. 1.25 var Nasus samlingsområde og adgangsveje under kraftig beskydning fra marinekorpsets divisionsartilleri, hvilket medførte store tab.
Da han var klar over, at et stort japansk angreb var i gang, anmodede Puller om forstærkninger. Kl. 3.45 blev 3. bataljon af 164. infanteriregiment under oberstløjtnant Robert Hall, som lå i reserve, gradvis indsat i Pullers linje. På trods af mørket og til tider kraftig regn kom forstærkningerne på plads inden daggry.
Lige inden daggry lykkedes det oberst Masajiro Furimiya, som havde kommandoen over 29. infanteriregiment, at bryde gennem marinens artilleribeskydning og nå frem til Pullers linje med 2 kompagnier omkring kl. 3.30. Hovedparten af Furimiyas tropper blev dræbt under deres angreb, men omkring 100 brød gennem det amerikanske forsvar og etablerede et frontfremspring, som var ca. 135 meter bredt og 90 meter dybt i midten af Pullers linje. Efter solopgang sluttede Furimiyas 2. bataljon sig til angrebet mod Puller, men blev slået tilbage. Kl. 7.30 besluttede Nasu at trække hovedparten af sine resterende tropper tilbage til junglen og forberede sig på et nyt angreb samme aften.
I løbet af den 25. oktober angreb og fjernede Pullers mænd frontfremspringet i deres linje og jagtede små grupper af japanske infiltratorer, hvorved 104 japanske soldater blev dræbt. Over 300 af Maruyamas mænd blev dræbt under de første angreb på Lungastillingen. Kl. 4.30 tilbagekaldte Hyakutake meddelelsen om erobringen af flyvepladsen, men kl. 7 erklærede han, at resultaterne af Maruyamas angreb ikke var kendt.

### Flåde- og luftangreb
Den 8. japanske flåde havde enheder, som var klar til at støtte hærens angreb på Guadalcanal. Efter at have modtaget Hyakutakes meddelelse, hvor han erklærede angrebet for en succes kl. 0.50 den 24. oktober, gik styrken i aktion. Den lette krydser Sendai og tre destroyere patruljerede vest for Guadalcanal for at opfange allierede skibe, som forsøgte at nærme sig øen. Et første angreb med tre destroyere og et andet angreb med den lette krydser Yura og fem destroyere nærmede sig Guadalcanal for at angribe ethvert allierede skib ud for øens nord- og østkysten og give ildstøtte til Hyakutakes styrker.
Kl. 10.14 ankom den første angrebsgruppe ud for Lunga Point og fordrev to gamle amerikanske destroyere, som var blevet omdannet til minestrygere samt Trevor, som leverede flybenzin til Henderson Field. De japanske destroyere opdagede og sænkede herefter den amerikanske slæbebåd USS Seminole og patruljebåden YP-284, inden de indledte deres bombardement af amerikanske stillinger omkring Lunga Point. Kl. 10.53 ramte og beskadigede en af marinens kanoner i land destroyeren Akatsuki, og alle tre japanske destroyere trak sig tilbage, mens de blev beskudt af fire Wildcat-jagere fra Henderson Field.
Da den anden angrebsgruppe nærmede sig Guadalcanal gennem Indispensable Strait, blev den angrebet af fem SBD-3 Dauntless styrtbombefly. Bombetræffere medførte store skader på Yura, og gruppen vendte om og forsøgte at undslippe. Flere luftangreb på Yura i løbet af dagen forårsagede yderligere skader, og krydseren blev opgivet og sænket kl. 21 samme aften.
I mellemtiden angreb 82 japanske jager- og bombefly fra 11. luftflåde og fra hangarskibene Junyō og Hiyō Henderson Field i seks bølger i løbet af dagen og blev mødt af jagerfly og antiluftskyts. Da dagen var omme, havde japanerne mistet 11 jagere, to bombefly og et rekognosceringsfly foruden hovedparten af besætningerne i de nedskudte fly. To jagerfly fra CAF blev ødelagt under kampene, men begge piloter overlevede. De japanske luftangreb forårsagede kun mindre skader på Henderson Field og de amerikanske forsvarsstillinger. Amerikanerne kaldte senere dagen for "Dugout Sunday" på grund af de vedvarende japanske angreb fra søen, luften og artilleriet, som holdt mange af forsvarerne ved Lunga nede i deres skyttehuller og tilflugtsgange hele dagen.

### Maruyamas andet angreb
I løbet af den 25. omgrupperede amerikanerne og forbedrede deres forsvarsstillinger imod det japanske angreb, som de forventede samme nat. Mod vest lukkede Hanneken og 5. marineregiment hullet mellem de to styrker. Langs den sydlige del af stillingen blev Pullers og Halls tropper filtret ud af hinanden, og Pullers folk befæstede den vestlige 1,25 km af sektoren, mens 164. regiment besatte den østlige kilometer. Divisionsreserven, 3. bataljon af 2. marineregiment, blev placeret lige bag Halls og Pullers stillinger.
Maruyama tildelte sin reserve, 16. infanteriregiment, til Nasus venstre fløj. Fra kl. 20 om aftenen den 25. oktober og indtil de tidlige timer af den 26. gennemførte 16. regiment og det, der var tilbage af Nasus andre enheder, talrige mislykkede frontalangreb mod Pullers og Halls linjer. Amerikansk riffelild, maskingeværer, morterer, artilleri og direkte kardæsk beskydning fra 37 mm panserværnskanoner anrettede et blodbad på Nasus tropper. Oberst Tashiro Hiroyasu, som havde kommandoen over 16. infanteriregiment, hovedparten af hans stab og fire japanske bataljonschefer blev dræbt under angrebene. Nasu blev ramt af riffelild og dødeligt såret. Han døde nogle få timer senere. En lille gruppe af Nasus mænd brød igennem de amerikanske linjer, herunder en under ledelse af oberst Furimiya, men alle blev indkredset og dræbt i løbet af de følgende dage. Shōjis højre fløj deltog ikke i angrebene, men valgte i stedet at blive, hvor de var, for at dække Nasus højre flanke mod mulige angreb i dette område fra amerikanske tropper – et angreb som aldrig kom.

### Okas angreb
Kl. 3 om morgenen den 26. oktober nåede Okas enhed endelig frem og angreb marinekorpsets stillinger nær Matanikaufloden. Okas tropper angreb hele vejen langs en øst-vest-gående højderyg, som blev forsvaret af Hannekens bataljon; men koncentrerede sig især om Hannekens F-kompagni, som forsvarede den yderste venstre flanke af marinekorpsets stilling på højderyggen. En maskingeværsektion under Mitchell Paige dræbte mange af de japanske angribere, men japansk ild endte med at dræbe eller såre næsten alle marinens maskingeværskytter. Klokken 5 om morgenen lykkedes det Okas 3. bataljon fra 4 infanteriregiment at nå op på toppen af højderyggen og trænge de resterende marinere fra F-kompagniet bort.
Som reaktion på den japanske erobring af en del af højderygget samlende major Odell M. Conoley, som var næstkommanderende i Hannekens bataljon, hurtigt 17 mand til et modangreb heriblandt kommunikationsspecialister, messemænd, en kok og en musiker. Nogle fra Hannekens G-kompagni, C-kompagni og nogle få usårede overlevende fra F-kompaniet sluttede sig til Conoleys lille styrke og angreb japanerne, inden de kunne nå at konsolidere deres stillinger på toppen af højderyggen. Klokken 6 havde Conoleys styrke trængt japanerne tilbage fra toppen af højderyggen og dermed i praksis afsluttet Okas angreb. Marinesoldaterne talte 98 japanske lig på højderyggen og yderligere 2000 i slugten foran den. Hannekens enhed havde 14 døde og 32 sårede.

## Efterspil

### Retræte
Klokken 8 om morgenen den 26. oktober afblæste Hyakutake alle yderligere angreb og beordrede sine styrker til at trække sig tilbage. Maruyamas mænd indsamlede nogle af deres sårede tæt på de amerikanske linjer om natten mellem den 26. og 27. oktober og begyndte at trække sig tilbage til den tætte jungle. Amerikanerne indsamlede og begravede hurtigst muligt resterne af 1.500 af Maruyamas mænd, som var blevet efterladt foran Pullers og Halls linjer. En af de amerikanere, som var til stede, John E. Stannard, sagde om scenen efter slaget: "Blodbadet på slagmarken var et syn, som det måske kun er infanterister, som var været i nærkamp, der fuldt ud kan fatte og betragte uden en følelse af gru. En soldat sagde til sin kammerat, efter at være gået en tur rundt blandt de døde japanere: 'Gud, sikke et syn. Der er døde japanere spredt fra hjørnet tilbage til kanten af junglen over den næste halve mile.'"
De overlevende fra Maruyamas venstre fløj fik ordre til at trække sig tilbage til området vest for Matanikaufloden, mens Shōjis højre fløj fik ordre til at søge i retning af Koli Point øst for Lungastillingen. Soldaterne på venstre fløj, som havde været uden mad i adskillige dage, indledte retræten den 27. oktober. Under retræten bukkede mange af de sårede under som følge af deres sår og blev begravet langs Maruyamavejen. En af Maruyamas mænd, løjtnant Keijiro Minegishi, skrev i sin dagbog: "Jeg drømte ikke om at komme til at retirere over den samme bjergrige sti gennem den jungle, vi havde krydset med en sådan entusiasme ... vi har ikke spist i tre dage, og det er svært bare at gå. Op ad bakke svajede min krop ude af stand til at gå. Jeg må holde pause for hver to meter."
De forreste elementer af 2. division nåede frem til 17. armés hovedkvarter ved Kokumbona vest for Matanikau den 4. november. Samme dag nåede Shōjis enhed Koli Point og slog lejr. Efter at være blevet decimeret i kamp af sår i kamp, fejlernæring og tropiske sygdomme, var 2. division ude af stand til at gennemføre yderligere offensive operationer, og den kom til at kæmpe som en forsvarsstyrke under resten af felttoget. Senere i november drev amerikanske styrker Shōjis tropper væk fra Koli Point og tilbage til Kokumbuna området med en patrulje af bataljonstørrelse og generede dem næsten hele vejen. Kun omkring 700 af Shōjis oprindelige 3.000 mand nåede til sidst tilbage til Kokumbuna.

### Slaget ved Santa Cruzøen
Samtidig med at Hyakutakes tropper angreb Lungastillingen, var japanske krigsskibe sejlet ind i nærheden af de sydlige Salomonøer. Herfra håbede de japanske flådestyrker på at komme i kamp med, og afgørende besejre, enhver allieret (fortrinsvis amerikansk) flådestyrke, og ikke mindst hangarskibe, som reagerede på Hyakutakes landoffensiv. Allierede hangarskibsstyrker, som nu var under kommando af William Halsey, Jr., som havde afløst Ghormley, håbede også på at møde japanske flådestyrker i kamp.
De to hangarskibsstyrker mødtes om morgenen den 26. oktober i det, der blev kendt som Slaget ved Santa Cruzøen. Efter at have udvekslet hangarskibsbaserede luftangreb var de allierede overfladeskibe tvunget til at trække sig tilbage fra kampområdet, efter at et hangarskib var blevet sænket og et andet stærkt beskadiget. De japanske styrker trak sig imidlertid også tilbage på grund af store tab af fly og flybesætninger samt alvorlige skader på to hangarskibe. Selv om det var en oplagt taktisk sejr for japanerne målt på antallet af sænkede og beskadigede skibe, betød tabet af mange uerstattelige erfarne flybesætninger, at japanerne blev svækket strategisk over for amerikanerne, som mistede forholdsvis få flybesætninger.

### Senere hændelser
Selv om den japanske hærs angreb på de allieredes stilling ved Lunga blev slået afgørende tilbage, var japanerne endnu ikke klar til at opgive kampen om Guadalcanal. Den japanske hær og flåde lagde straks planer om at flytte resten af 38. division til øen sammen med den 51. infanteridivision for at forsøge yderligere en offensiv mod Henderson Field i november 1942.
Japanerne planlagde igen med at bombardere Henderson Field med slagskibe for at gøre det muligt for en konvoj af transportskibe at aflevere tropper og tungt udstyr fra 38. division. I modsætning til hvad det var tilfældet den 14. oktober, rykkede den amerikanske flåde ind for at opfange slagskibsstyrken, som var blevet sendt af Yamamoto fra Truk for at bombardere flyvepladsen.
Under det følgende Søslag ved Guadalcanal fra 13. – 15. november, afviste allierede fly og flådeenheder to japanske forsøg på at bombardere Henderson Field og ødelagde næsten fuldstændig de transportkonvojer, som havde resten af 38. division om bord. Efter dette fejlslagne forsøg på at fremføre yderligere tropper i betydeligt antal til øen, gav de japanske kommandanter endelig op og evakuerede hovedparten af deres overlevende tropper frem til den første uge af februar 1943. På baggrund af deres succes på Guadalcanal og andre steder fortsatte de allierede deres felttog mod Japan, hvilket sluttede med Japans nederlag ved slutningen af 2. verdenskrig.

## Yderligere læsning
- Brady, James (2010). Hero of the Pacific: The Life of Marine Legend John Basilone. Wiley. ISBN 978-0-470-37941-7.
- Proser, Jim; Jerry Cutter (2004). I'm Staying with My Boys..." The Heroic Life of Sgt. John Basilone, USMC. Lightbearer Communications Company. ISBN 0-9755461-0-4.
- Twining, Merrill B. (1996). No Bended Knee: The Battle for Guadalcanal. Novato, CA, USA: Presidio Press. ISBN 0-89141-826-1.
- Walker, Charles H. (2004). Combat Officer: A Memoir of War in the South Pacific. New York: Presidio Press. ISBN 0-345-46385-4.